# Lake Cole
Lake Cole är en sjö i Antarktis. Den ligger i Östantarktis. Nya Zeeland gör anspråk på området. Cole ligger 118 meter över havet.